# 南卡尚布
南卡尚布是巴西圣卡塔琳娜州的一个市镇。总面积140.578平方公里，总人口4885人，人口密度34.7人/平方公里。